# Brachystephanus
Brachystephanus es un género de plantas con flores perteneciente a la familia Acanthaceae. El género tiene 17 especies de hierbas, nativas de las regiones tropicales de África y Madagascar.

## Taxonomía
El género fue descrito por Christian Gottfried Daniel Nees von Esenbeck y publicado en Prodromus Systematis Naturalis Regni Vegetabilis 11: 511. 1847. La especie tipo es: Brachystephanus lyallii Nees. 

## Especies seleccionadas
- Brachystephanus africanus
- Brachystephanus bequaerti
- Brachystephanus coerulens
- Brachystephanus cuspidatus
- Brachystephanus densiflorus
- lista completa de especies